# 마키보리촌
마키보리촌(巻堀村)은 이와테현 이와테군에 설치되었던 촌이다.